# Stanley Gibbons (catálogo filatélico)

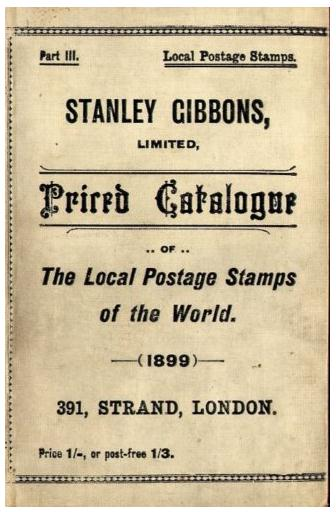

A Stanley Gibbons Group plc é uma empresa cotada na Bolsa de Valores de Londres (no mercado AIM - Alternative Investment Market) especializada em comércio e leilões filatélicos e de outros artigos colecionáveis, e edição de catálogos de selos. O grupo tem sede em Jersey e escritórios em Londres, Ringwood in Hampshire e Guernsey, onde está sedeado o negócio de investimento em selos.

## História
A empresa foi fundada em 1856 por Edward Stanley Gibbons quando, na farmácia do seu pai onde estava empregado, criou um espaço dedicado à venda de selos. Já em 1863, teve a boa sorte de encontrar dois marinheiros a quem adquiriu um saco cheio de selos triangulares raros da Colónia do Cabo. Em 1914 a empresa recebeu um Royal Warrant de Jorge V, distinguindo-a como fornecedora da família real britânica.

## Catálogos
O primeiro catálogo filatélico da Stanley Gibbons foi uma lista de preços de selos "penny" publicada em novembro de 1865 e actualizada mensalmente nos 14 anos seguintes. Actualmente a empresa publica vários catálogos organizados por país, região ou especialidade, muitos dos quais são actualizados anualmente, incluindo uma lista de todos os selos postais emitidos e preços para novos e usados.
Ao contrário de outros catálogos, a Stanley Gibbons declara que o preço que consta dos seus catálogos continua a representar o preço praticado no comércio filatélico. Isso significa que, caso tenha o selo em stock na qualidade descrita, a Stanley Gibbons venderá o selo pelo preço apresentado no catálogo, ao que acrescerá uma taxa mínima de serviço de uma libra esterlina. Normalmente os catálogos filatélicos publicados por empresas que não são comerciantes de selos (como a Scott, por exemplo) apresentam preços que se baseiam nas médias das transacções de mercado do país onde o catálogo é publicado.
Actualmente a Stanley Gibbons publica, entre outros, os seguintes catálogos:
- Stamps of the World, incluindo selos de todo o mundo, em versão resumida.
- Commonwealth & Empire Stamps, um catálogo especializado na Comunidade Britânica e no Império Britânico, até 1970, conhecido como Parte 1.
- Catálogos especializados para os países da Comunidade Britânica, por exemplo, Canadá, Austrália), com o mesmo conteúdo que a Parte 1, mas com informação até à actualidade.
- Catálogos especializados para outros países, como por exemplo, França, Estados Unidos), conhecidos com Parte 2 a 22.
- Collect British Stamps and versions for the Channel Islands and Isle of Man. (Simple colour catalogues.)
- Great Britain Concise, um catálogo com um nível intermédio de detalhe sobre os selos da Grã-Bretanha.
- Catálogo especializado na Grã-Bretanha (vários volumes), para especialistas.

Todos os catálogos utilizam o sistema de numeração do catálogo Stamps of the World, com excepção do catálogo especializado na Grâ-Bretanha que utiliza o seu próprio sistema de numeração.

## Revista
A Gibbons Stamp Monthly é uma revista mensal dedicada aos novos selos emitidos e a artigos de interesse para os filatelistas. A Stanley Gibbons publicou vários folhetos ao longo dos anos, mas centrou-se na Gibbons Stamps Monthly em 1927. Em janeiro de 2009, a Stanley Gibbons adquiriu a revista filatélica The Philatelic Exporter à Heritage Studios Limited..

## References
1. ↑  «Título ainda não informado (favor adicionar)». Arquivado do original em 3 de outubro de 2009
2. 1 2 3  "The Story of Stanley Gibbons" por Michael Briggs em Gibbons Stamp Monthly, julho de 2006, pp.52-59.Download link Arquivado em 27 de setembro de  2007, no Wayback Machine.
3. ↑  Phillips, Stanley. Stamp Collecting: A guide to modern philately, revised edition, Stanley Gibbons, London, 1983, p.244. ISBN 0852590474.
4. ↑  "75 Years of Gibbons Stamp Monthly" by Michael Briggs in Gibbons Stamp Monthly, October 2002, pp.77-81.
5. ↑  «Stanley Gibbons Press Release.». Arquivado do original em 31 de janeiro de 2009